# 重擊防線
《重擊防線》（英語：The Last Stand）是一部2013年美國動作驚悚片，由金知雲執導，安德魯·克勞爾（Andrew Knauer）撰寫劇本，其主演包括阿諾·史瓦辛格、強尼·諾克斯威爾、佛瑞斯·惠特克、羅德林哥·桑特羅、潔咪·亞歷山大、路易·古茲曼、愛德華多·諾列加、彼得·史托馬、查克·吉爾福德及珍妮西斯·羅德里格茲。劇情描述一名企圖逃亡至墨西哥的罪犯駕著高級跑車開往美國邊界，而能阻止他的只有駐守於小鎮蘇莫頓的雷·歐文斯警長（Sheriff Ray Owens）；對此，做事有原則且富正義感的警長集結局裡同仁並全副武裝，打算將對小鎮造成威脅的不法之徒們繩之以法。
《重擊防線》在2009年時曾被列入黑名單中。該片除了是金知雲執導的首部英語電影外，也是史瓦辛格繼2003年的《魔鬼終結者3》後首部擔任主角的電影。主要拍攝於2011年10月17日在新墨西哥州貝倫和內華達州開始進行，直到2012年2月2日結束。
《重擊防線》2013年1月14日在中國戲院首映，獅門定於2013年1月18日美國上映。該片在影評界和觀眾間皆獲得了褒貶不一的評價；大多被影評人認為該片的故事相當公式化，其節奏和對白掌控不佳，但片中的動作戲、戲謔感及史瓦辛格的表現都獲得了肯定。《重擊防線》在商業利益上獲得了失敗，以4500萬美元的預算在全球僅獲得了4830萬美元的票房。

## 劇情
自命不凡的警長雷·歐文斯駐守於美國亞利桑那州的邊境小鎮蘇莫頓並時常解決鎮上發生的小宗案件。原本歐文斯隸屬於洛杉磯警察局的緝毒組，但因一次的行動而損失了許多隊員，受夠血腥和戰鬥的他離開了原本的單位而改到蘇莫頓這個位於美國和墨西哥交界的悠閒小鎮。在蘇莫頓鎮上，有著時常將愛車卡馬羅（Camaro）停在消防車道上的市長，以及喜歡試槍的老式武器收藏家路易斯·丁庫姆，這都讓歐文斯感到頭疼；此外，他也注意到鎮上多了幾名可疑份子。
某日晚間，在拉斯維加斯谷，國際毒梟兼賽車手加百烈·寇特斯從FBI的羈押護送中大膽逃脫，且除了開著改裝的雪佛蘭考維特C6 ZR1高速逃亡外，還將愛倫·理查茲探員作為人質；寇特斯以時速高過200公里的速度打算逃向墨西哥。約翰·班尼斯特探員雖然在亞利桑那州布爾海德市設立封鎖線，但卻遭寇特斯的手下排除，好讓寇特斯得以通行。此外，寇特斯在公路上還以高超的駕駛技術來讓兩台S.W.A.T的車輛翻覆而無法前往蘇莫頓。在飛往亞利桑那州之前，班尼斯特讓他的團隊對所有的探員們進行財務背景調查，因為他懷疑中有內奸來協助寇特斯輕鬆逃脫。
清晨4點半，歐文斯得知老農民帕森沒有按時向餐廳送牛奶而派了副警長傑瑞·貝利和莎拉·托倫斯前往其住所。在發現帕森遭人謀殺後，貝利及托倫斯沿著輪胎的痕跡前行，而這痕跡通往至寇特斯的協助者湯瑪斯·布瑞爾和他的暴徒僱傭軍之所在地，他們正為美墨邊界的峽谷上架設橋梁。在歐文斯趕來並將他的手下救走後，貝利就因與對方的交火中死去。不久之後，得知寇特斯打算通往蘇莫頓的歐文斯集結了局裡的托倫斯、麥克·「弗吉」·費格羅拉，以及被拘留的前美國海軍陸戰隊員兼貝利的朋友法蘭克·馬丁尼斯來共同保護他們的小鎮。最後，歐文斯還尋求丁庫姆的協助，而丁庫姆則要求自己成為歐文斯的副手並歸還以前沒收的槍。
上午7點10分，歐文斯和他的團隊們開始整裝丁庫姆收藏的武器，並開始在城鎮中設置路障。當布瑞爾和他的暴徒手下到達時，鎮上的主要道路都被汽車擋住，他為了清除障礙而開始與歐文斯的團隊們展開漫長的交火。在過程中，費格羅拉在被狙擊手擊倒前使用一把湯普森衝鋒鎗發動攻擊，歐文斯和丁庫姆在馬丁尼斯駕駛的校車後方使用維克斯機槍殺死了多名暴徒，而托倫斯則在屋頂上擔任狙擊手。在歐文斯殺死布瑞爾後，開著車的寇特斯終於抵達城鎮，但當歐文斯等人發動攻擊時，還是讓對方突破路障。在寇特斯將理查茲拋出車外後，駛進了一處玉米田；突然，他被駕駛著卡馬羅的歐文斯追上而發生衝突，直到兩人的車都撞上了前方放置的割曬機。感到有些暈眩的寇特斯徒步跑向橋梁，但歐文斯卻早在橋上埋伏。在歐文斯拒絕了對方的賄賂後，兩人開始展開搏鬥；雖然寇特斯以推匕首多次刺傷歐文斯，但仍遭對方擊敗而被上銬、拖回了小鎮。班尼斯特抵達後，將寇特斯帶回了拘留車並逮捕了與犯人同謀的理查茲，而費格羅拉和丁庫姆則被帶到醫院療傷。馬丁尼斯原本要歸還他的代理徽章——即貝利的徽章，但歐文斯則要他留著。當市長看到了自己被撞得面目全非的卡馬羅，歐文斯則警告他下次別再將車停在消防車道上，最後便與托倫斯和馬丁尼斯一同走進餐廳。

## 演員

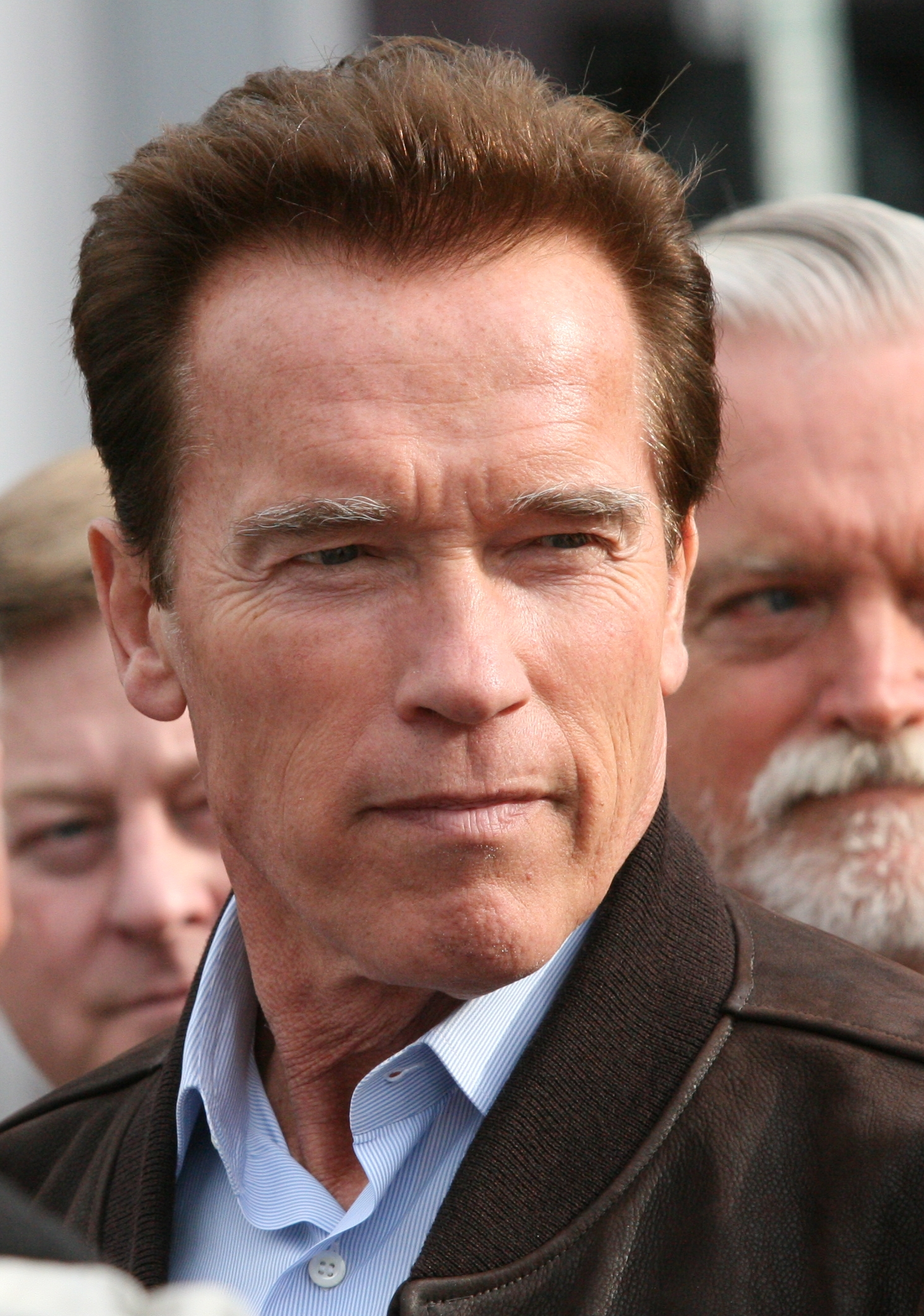
《重擊防線》為阿諾·史瓦辛格回歸電影圈後主演的首部電影

- 阿諾·史瓦辛格[8][9]飾演雷·歐文斯警長（Sheriff Ray Owens）：蘇莫頓警局的警長兼前洛杉磯警察局緝毒組探員，能力拔群。
- 強尼·諾克斯威爾[10]飾演路易斯·丁庫姆（Lewis Dinkum）：蘇莫頓的老式武器收藏家。
- 佛瑞斯·惠特克[10]飾演約翰·班尼斯特探員（Agent John Bannister）：聯邦調查局（FBI）及寇特斯押送任務的負責人。
- 羅德林哥·桑特羅[11]飾演法蘭克·馬丁尼斯（Frank Martinez）：前美國海軍陸戰隊員兼貝利、托倫斯的朋友。
- 潔咪·亞歷山大[10]飾演莎拉·托倫斯副警長（Deputy Sarah Torrance）：蘇莫頓警局的警察兼馬丁尼斯、貝利的朋友。
- 路易·古茲曼[10]飾演麥克·「弗吉」·費格羅拉副警長（Mike "Figgy" Figuerola）：蘇莫頓警局的警察，也是局裡第二資深的人。
- 愛德華多·諾列加[10]飾演加百烈·寇特斯（Gabriel Cortez）：國際毒梟三代兼賽車手，擁有高超的駕駛技術。
- 彼得·史托馬[10]飾演湯瑪斯·布瑞爾（Thomas Burrell）：寇特斯的合作者。
- 查克·吉爾福德[10]飾演傑瑞·貝利副警長（Deputy Jerry Bailey）：蘇莫頓警局的警察兼馬丁尼斯、托倫斯的朋友。
- 珍妮西斯·羅德里格茲（英语：Genesis Rodriguez）[11]飾演愛倫·理查茲探員（Agent Ellen Richards）：聯邦調查局（FBI）探員，與寇特斯串通。
- 丹尼爾·海尼[12]飾演菲爾·海斯探員（Agent Phil Hayes）：聯邦調查局（FBI）探員，班尼斯特的副手。
- 泰特·佛萊契（英语：Tait Fletcher）[12]飾演伊根（Eagan）：布瑞爾手下的僱傭兵之一。
- 約翰·派屈克·阿默多利（英语：John Patrick Amedori）[12]飾演亞倫·米契探員（Agent Aaron Mitchell）：聯邦調查局（FBI）探員，對車很瞭解。
- 哈利·狄恩·史丹頓（英语：Harry Dean Stanton）[10]飾演農夫帕森（Farmer Parsons）：蘇莫頓的農夫。

## 製作

### 發展

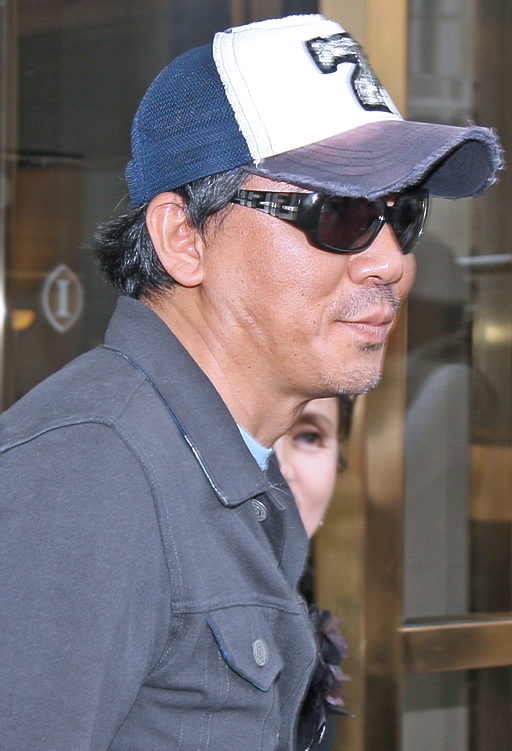
《重擊防線》為韓國導演金知雲執導的首部英語電影

2009年6月，製片人羅倫佐·狄·波納馮杜拉和獅門影視公司看上並買下了名為《重擊防線》的待售劇本，由安德魯·克勞爾（Andrew Knauer）所撰寫；克勞爾之前曾在獅門中實習。該劇本被描述具有《粉身碎骨飛車黨》（1974年）及《日正當中》（1952年）的影子；《重擊防線》講述罪犯加百烈·寇特斯（Gabriel Cortez）駕駛著一輛貢佩爾特阿波羅逃亡至墨西哥邊境時，唯一阻擋他的是邊境城鎮的保安官及他缺乏經驗的人員。一年後，獅門聘請了韓國導演金知雲來執導該片，這也是他的首部英語電影作品；在此前，《重擊防線》在2009年時曾被列入黑名單中。狄·波納馮杜拉表示，之所以會選上金知雲是因為他的電影作品能「將樸實變得豐富」。金知雲則聲稱自己受到「保護好重要的東西，無論多麼渺小」及以「老派方式」來擊倒先進產物一情節所吸引。此外，狄·波納馮杜拉將該片以西部片作了比喻——一座小鎮被一名腐敗的牛男爵發動攻擊，且一名經歷風霜的老兵試圖阻止他。2011年7月，編劇傑佛瑞·納克曼諾夫被聘來重寫劇本。

### 選角
連恩·尼遜曾是飾演主角的人選之一，但於2011年4月，剛結束加利福尼亞州州長任期並打算重返電影圈的阿諾·史瓦辛格有望擔任主演，且正在《重擊防線》和《鋼鐵墳墓》（2013年）兩部片間作選擇；在此前，他曾在去年的《浴血任務》中客串。史瓦辛格於2011年7月證實自己將主演《重擊防線》，這也是他繼2003年的《魔鬼終結者3》後首部擔任主角的電影。史瓦辛格表示：「對我來說有很多不同，即使它充滿著動作性，因為我必須扮演一名對我的團隊感到敏感的人。且就像《魔鬼大帝：真實謊言》一樣有著很多的笑料。」金知雲起初對於該片找來了一名這樣的大明星而感到擔憂，但當兩人共同討論了該片後，他發現自己和對方對主角雷·歐文斯（Ray Owens）都有著同樣的想法；金知雲和史瓦辛格都希望該角是名普通人，而非「像魔鬼終結者那樣的感覺」。
其他參演該片的演員包括佛瑞斯·惠特克、強尼·諾克斯威爾、哈利·狄恩·史丹頓、路易·古茲曼、查克·吉爾福德、羅德林哥·桑特羅、潔咪·亞歷山大、愛德華多·諾列加及彼得·史托馬。

### 拍攝

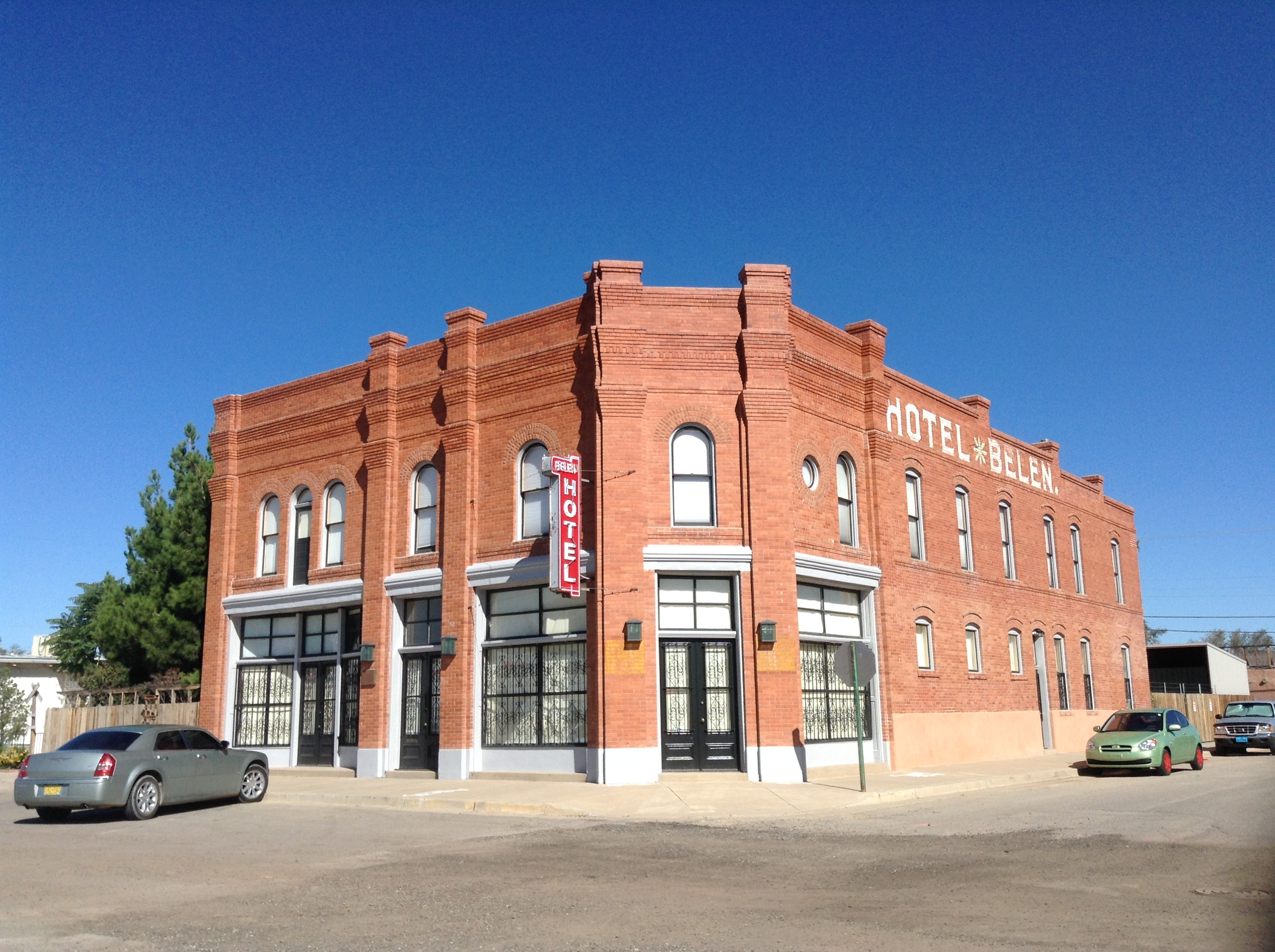
在片中，貝倫旅館被作為蘇莫頓（Sommerton）最具代表的建築物之一

電影2011年10月17日在新墨西哥州貝倫和內華達州開始進行主要拍攝。該片是以阿萊Alexa攝影機所拍攝。此外，導演金知雲不會說英語，而是依靠兩名翻譯官來分別翻譯他說的話及他人說的英語。
片中的虛構小鎮蘇莫頓設定為一座位在邊境的城鎮，且金知雲也想將其塑造成能代表「美國小鎮」的城市；最終他們選擇了貝倫的一處廢棄地區來供製片公司使用。小鎮中的貝倫旅館和一座被毀壞的建築物成為了蘇莫頓食客的代表性建築。美術指導法蘭科-賈科莫·卡沃內（Franco-Giacomo Carbone）試圖將各種風格融合在一起，以提升具有悠久歷史的邊境城市樣貌，而在鎮中的六塊空地上搭了外牆。製片人原本想在拉斯維加斯中心進行拍攝，但當發現阿布奎基市中心在視覺上也很相似而改在那進行；並在後期製作階段將賭城大道加入其場景中。該鎮允許從下午6點到早上6點進行拍攝，且未影響到當地店家的營業。此外，金知雲在場景設計上遵循著「創造獨特的外觀並改變每個空間的風格」；如FBI的混亂場面是以冷色調和一股機靈的氛圍來呈現，而蘇莫頓則是以黃色及橙色等暖色調來呈現出「寧靜小鎮的感覺」。
由於製片人狄·波納馮杜拉過去曾和通用汽車在《變形金剛》合作過，使得該公司再次負責為劇組提供所需的肌肉車。其中，之所以選中雪佛蘭考維特C6 ZR1來作為逃犯寇特斯的駕駛車輛，是因該車被宣傳為「有史以來最快的車子」。而在劇情後半段，歐文斯的駕車則被提供為一輛卡馬羅（Camaro）。雪佛蘭為該片提供了七輛相異型號的車，並當拍攝完成後其中兩輛被還回了原廠，而其他的車輛則在過程中被毀壞。在拍攝過程中，每輛車皆有著不同的處理，如有些車配有自動駕駛系統，用於從車內拍攝的場景，而有些車因碰撞而被加固，且在卡馬羅頂著雪佛蘭前進一橋段中，雪佛蘭內部的配備被全數移除，以使車輛變得更輕。製片公司買下了阿布奎基郊外的24英畝玉米田來作為最後高潮的追逐戲場地，之後該場地被當作蘇莫頓場景的一部分。在拍攝前不久，因暴風雪的問題而讓地面變得泥濘不堪，使這場追逐戲中的車輛變得難以行駛。
2011年11月19日，演員史瓦辛格在他的官方Twitter上表示，自己在拍攝過程中使頭部受了輕傷，並在經過一小時的療傷後恢復行動。《重擊防線》的拍攝於2012年2月2日結束，隨後的後期製作在加利福尼亞州洛杉磯進行。

## 發行
《重擊防線》由獅門影視公司定於2013年1月18日美國上映。在此前，該片2013年1月12日在香港進行有限上映，2013年1月14日在中國戲院進行首映。2012年8月16日，官方發布首支預告片。
《重擊防線》於2013年4月30日開放線上數位租片版，而藍光影碟組合包（包含DVD和數位高畫質UltraViolet）及隨選視訊（VOD）版本則由獅門家庭娛樂公司定於2013年5月21日上市。其藍光和亦收錄了額外內容，包括幕後製作花絮、訪談和刪除及加長片段。《重擊防線》雖然在院線收益的表現不佳，但在家庭媒體上卻大受歡迎；截至2013年5月26日，該片在Nielsen VideoScan公司的首週影片銷售榜上排名第一，這項調查包括了該片的、藍光影碟組合包及線上數位租片版。

## 迴響

### 評價
《重擊防線》整體獲得了褒貶不一的評價。在爛番茄網站上，該片根據155篇評論而持有60%的新鮮度，平均得分5.7 / 10；該網站共識：「沒有什麼格外突出的，但對於史瓦辛格的粉絲來說，《重擊防線》完美提供了要求不高的娛樂。」而在Metacritic網站上，該片根據33篇評論，則獲得了54分，這代表著「好壞平均參雜的評價」。據CinemaScore調查，觀眾的反響在A+至F間落於「B」。
《娛樂周刊》的影評人歐文·葛雷博曼給了該片「A-」的正面評價，並在評論中寫道：「這部片遠比其宣傳好上許多。這是一部非常棒的B級電影，其時尚低廉、聰明見蠢、超暴力的娛樂值得與寇特·羅素的1997年驚悚片《1997悍將奇兵》、克林·伊斯威特知名的警察屠殺片《魔鬼捕頭》、約翰·卡本特原創的《攻擊13號警局》及阿諾自己都忘記的1986年電影《魔鬼殺陣》作比較...[史瓦辛格]給人有種權力及野蠻的魅力表現，這恢復了他身為一名明星的尊嚴。」同樣地，《芝加哥太陽報》的李察·洛普也很喜歡該片並從滿分四顆星中給了其三顆星的評價，並表示：「如果你有對暴力電影的疲勞，那你就會因新聞中的現實生活之殺戮感到疲乏而無法享受R級血腥狂歡，其中許多殺戮是故意被弄得搞笑的視覺哏，你不會想去靠近這部片。但如果你是時尚、無情響亮槍戰、意想不到的該死劇情之粉絲，那這就是你在週末來逃避現實的門票。」
IGN網站的吉姆·韋沃達（Jim Vejvoda）從滿分10分中給了該片6分的評價，「該片的缺點在每當有人說話或行動時都很明顯。這可能不是大多數觀眾會去看《重擊防線》的原因，但它足以討厭地削弱了電影的整體享受。《重擊防線》是一部公式化的動作片，但它仍帶來了充足像樣的飛車特技、槍戰和搏鬥，值得阿諾粉絲一看。」Screen Rant網站的班·肯德里克（Ben Kendrick）從滿分5顆星中給了該片3.5星的正面評價，他認為雖然劇情公式化，且偶爾會抓不穩節奏，但其角色和娛樂性（包括血腥度）都能使人享受愉快的觀影體驗；此外，肯德里克也對史瓦辛格在片中對角色的詮釋給予讚賞。
相反地，Grantland網站的衛斯理·莫里斯（Wesley Morris）給了《重擊防線》負面的評價，他批評該片將喜劇、暴力和施虐以笨拙的方式混合，而導致其樂趣和緊張逐漸演變成單調乏味。Grantland網站的湯姆·哈爾德斯頓（Tom Huddleston）從滿分五顆星中給了《重擊防線》兩顆星的評價，他認為片中的對白相當可笑，並批評片中對於軍用攻擊武器的痴迷及平民的私刑行徑「非常不合時宜」。

### 票房
在美國和加拿大，《重擊防線》與《母侵》、《驚爆危城》同天上映並競爭；該片的美國首週票房僅630萬美元，位居當週排名第九，表現不佳。該片在第二個週末下跌了65.8%而僅取得215萬美元，且很快地被減少放映的廳數。在海外市場上，《重擊防線》在中國取得770萬美元，是美國以外最高的成績；但在金知雲的家鄉韓國卻僅取得30萬美元的票房。
最後，《重擊防線》在美國院線共獲得了1210萬美元的票房，加上海外市場的3620萬美元，使其全球票房總計4830萬美元，對獅門造成了相當大的損失。《好萊塢報導》認為雖然獅門試圖利用強尼·諾克斯威爾來吸引年輕觀眾族群，但該片仍被大眾視為史瓦辛格的電影，在25歲以下的觀眾僅28%。

## 榮譽
| 年份 | 獎項       | 類別         | 得獎人或提名人 | 結果 | 參考   |
| ---- | ---------- | ------------ | -------------- | ---- | ------ |
| 2013 | 金預告獎   | 最佳影展海報 | 獅門、         | 獲獎 | [ 42 ] |
| 2013 | 金預告獎   | 金羊毛獎     | 獅門、         | 提名 | [ 42 ] |
| 2014 | 主要藝術獎 | 最佳數位營銷 | 獅門、         | 提名 | [ 43 ] |

## 備註
1. ↑  雖然傑佛瑞·納克曼諾夫重寫了劇本，但《重擊防線》的編劇僅掛了安德魯·克勞爾的名字，而未包含納克曼諾夫[16]。
2. ↑  以該片的紐約動漫展版的海報所獲得[42]。
3. ↑  以該片的首支預告片所獲得[42]。

## 外部連結
- 官方网站
- 互联网电影数据库（IMDb）上《重擊防線》的资料（英文）
- AllMovie上《重擊防線》的资料（英文）
- 爛番茄上《重擊防線》的資料（英文）
- Metacritic上《重擊防線》的資料（英文）
- Box Office Mojo上《重擊防線》的資料（英文）
- 開眼電影網上《重擊防線》的資料（繁體中文）
- 豆瓣电影上《重擊防線》的資料 （简体中文）
- 时光网上《重擊防線》的資料（简体中文）